# Restrepia schizosepala
Restrepia schizosepala là một loài lan đặc hữu của đông bắc Ecuador.

## Hình ảnh

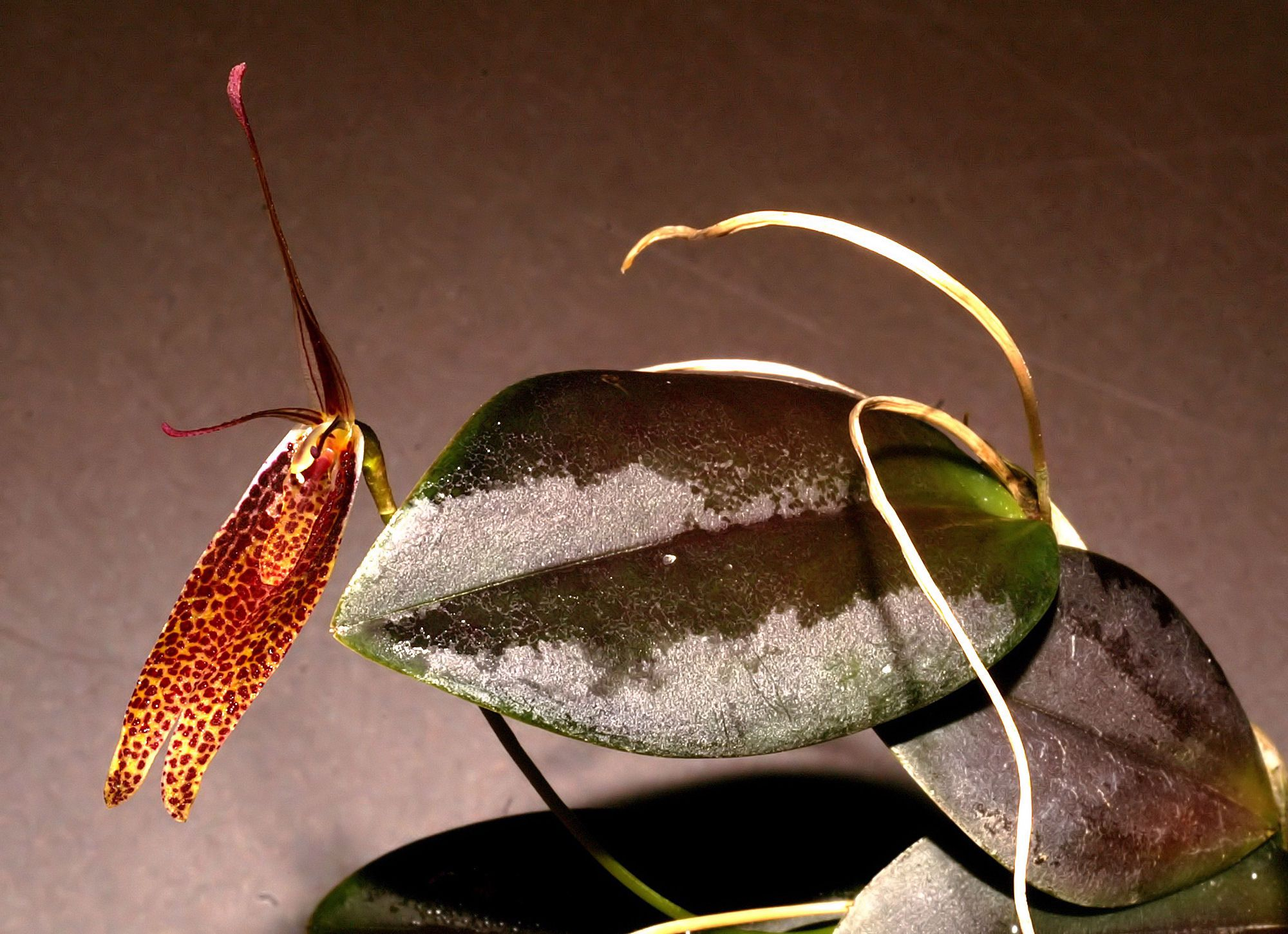
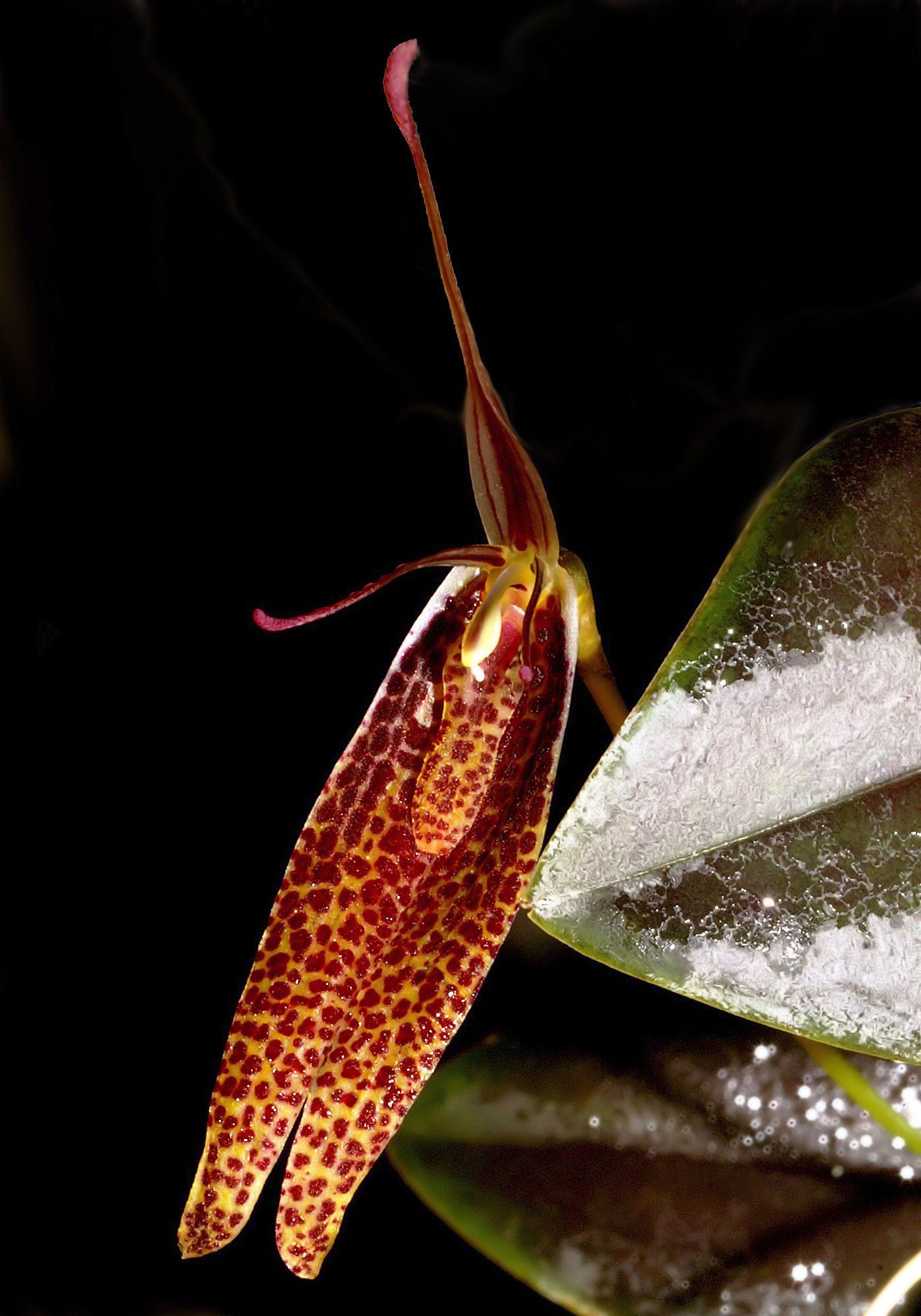

## External links
- Tư liệu liên quan tới Restrepia schizosepala tại Wikimedia Commons
- Dữ liệu liên quan tới Restrepia schizosepala tại Wikispecies